# Nothing to Undo - Chapter Six
Nothing To Undo - Chapter Six è il album album della band power metal tedesca Metalium, uscito nel 2007

## Tracce
1. Spineless Scum – 1:12
2. Spirit – 3:45
3. Mindless – 4:54
4. Straight Into Hell – 3:44
5. Mental Blindness – 6:54
6. Heroes Failed – 3:44
7. Way Home – 6:42
8. Dare – 3:44
9. Follow The Sign – 4:58
10. Show Must Go On – 4:22

## Formazione
- Henning Basse - voce
- Matthias Lange - chitarra
- Michael Ehré - batteria
- Lars Ratz - basso